# Léo Santa Cruz
Léodegario Santa Cruz (* 10. August 1988 in Huetamo, Bundesstaat Michoacán), besser bekannt als Léo Santa Cruz, ist ein mexikanischer Profiboxer, ehemaliger Weltmeister der IBF im Bantamgewicht und ehemaliger Weltmeister der WBC im Superbantamgewicht, sowie ehemaliger (Super)Weltmeister der WBA im Federgewicht und ehemaliger WBA-Weltmeister im Superfedergewicht.
Er ist der jüngere Bruder des ehemaligen Profiboxers Jose Armando Santa Cruz (* 1980), der 2006 die interime WBC-Weltmeisterschaft im Leichtgewicht gewann.

## Karriere
Santa Cruz lebt und trainiert in Kalifornien. Als Amateur bestritt er zwischen 70 und 90 Kämpfen, von denen er laut eigener Aussage nur 8 verlor. Er gewann unter anderem 2004 die 3. Panamerikanischen Kadettenmeisterschaften sowie die internationalen Juniorenolympiaden 2004 und 2005. In der Eliteklasse (Erwachsene) wurde er 2006 noch US-amerikanischer Vizemeister, ehe er im Oktober desselben Jahres seinen ersten Profikampf bestritt und dabei durch K. o. gegen Pedro Silva gewann. In seinem zweiten Kampf im Januar 2007 erreichte er ein Unentschieden über vier Runden gegen Rodrigo Hernandez.
In seinen folgenden 13 Kämpfen blieb er ungeschlagen. Daraufhin boxte er am 26. März 2011 um die interime WBC-Jugendweltmeisterschaft im Bantamgewicht und gewann durch K. o. in der sechsten Runde gegen den späteren Europameister Stephane Jamoye (Bilanz: 20-2). Nach einem anschließenden K.-o.-Sieg gegen Ex-WBO-Weltmeister José López (39-9), verteidigte er den Titel im Juli 2011 vorzeitig durch t.K.o. gegen Everth Briceno (33-6) aus Nicaragua. Im Januar 2012 schlug er den späteren WBO-Interimweltmeister Alejandro Hernández (24-8).
Am 2. Juni 2012 gewann er in Kalifornien schließlich den IBF-Weltmeistertitel im Bantamgewicht einstimmig nach Punkten gegen den Südafrikaner Vusi Malinga (20-3) und konnte den Titel noch im selben Jahr durch t.K.o. gegen Ex-WBA-Weltmeister Eric Morel (46-3), durch t.K.o. gegen Victor Zaleta (20-2) sowie einstimmig nach Punkten gegen Alberto Guevara (16-0) verteidigen.
Anschließend legte er den Titel nieder um im nächsthöheren Superbantamgewicht weiterzukämpfen. Seinen ersten Kampf in der neuen Gewichtsklasse gewann er im Mai 2013 durch t.K.o. in der fünften Runde gegen den ehemaligen, zweifachen WBA-Weltmeister Alexander Muñoz (36-4). Gleich in seinem nächsten Kampf am 24. August 2013 in Kalifornien, gewann er den WBC-Weltmeistertitel durch K. o. in der dritten Runde gegen Víctor Terrazas (37-2). Im Dezember verteidigte er den Titel einstimmig nach Punkten gegen Cesar Seda (25-1) aus Puerto Rico.
2014 schlug er in zwei weiteren Titelverteidigungen noch den dreifachen Ex-Weltmeister Cristian Mijares (49-7) und den Mexikaner Manuel Roman (17-2). Im Januar 2015 folgte seine inzwischen vierte Verteidigung durch t.K.o. gegen Jesus Ruiz (33-5).
Im September 2015 legte er den Titel nieder um ins Federgewicht aufzusteigen. Nach einem Punktesieg gegen Jose Cayetano gewann er im August 2015 durch einen weiteren Punktsieg gegen Abner Mares, den WBA-Super-Weltmeistertitel. Im Februar 2016 verteidigte er den Titel durch K. o. gegen Kiko Martinez. Den Titel verlor er im Juli 2016 an Carl Frampton, gewann ihn aber im Rückkampf im Jänner 2017 wieder zurück.
Im Oktober 2017 besiegte er Chris Avalos durch Knockout. Im Juni 2018 gewann er gegen Abner Mares. Den WBA-Titel im Superfedergewicht gewann er am 23. November 2019 gegen Miguel Flores (24-2). Am 31. Oktober 2020 unterlag er gegen Gervonta Davis.